# 丽贝卡·斯滕贝里
丽贝卡·斯滕贝里（瑞典語：Rebecca Stenberg，1992年8月18日—），瑞典女子冰球运动员，场上位置是前锋。她曾代表瑞典国家队参加2018年冬季奥林匹克运动会冰球比赛，获得第七名。